# Ferenc Ottinger
El Barón Ferenc Ottinger (Sopron, 1792 - Viena, 8 de abril de 1869) fue un Teniente General de Francisco José I de Austria, General de Caballería y uno de los generales líderes en la Revolución húngara de 1848.

## Carrera
En 1814 y 1815 como teniente en el bando del emperador luchó en las guerras napoleónicas en Italia. Entre 1839 y 1846 Ottinger fue Capitán del I Ejército del emperador. En 1848, al inicio de la Revolución húngara, Ottinger era Brigadier y Mayor General en Buda.
Tras la formación del Gobierno de Batthyány, se le ofreció un puesto como Secretario de Guerra, pero lo rechazó. Hasta que el gobierno nombró a Lázár Mészáros como Secretario de Guerra, Ottinger fue presidente del consejo del Ministerio de Defensa. En 1848 se convirtió en el capitán del Ejército húngaro en el Dráva, contra Josip Jelačić. Cuando se inició el conflicto Ottinger perdió la fe y huyó hacia Jelačić.
Después de esto —del lado del emperador— Ottinger luchó en muchas batallas. El 28 de diciembre de 1848 ganó la batalla contra Kornél Görgey en Bábolna. Con la contribución de Ottinger el Ejército del emperador ganó la batalla de Mór el 30 de diciembre de 1848. Ferenc Ottinger perdió la batalla contra Mór Perczel el 22 de enero de 1849 en Szolnok. En la batalla de Káty el 7 de junio de 1849 Ottinger destruyó el VIII Ejército y recibió la medalla de la Orden Militar de María Teresa y el título de barón.
Después de la Revolución Ottinger alcanzó el grado de Teniente General y en 1866 se retiró como General de Caballería.